# Dinastija Chen
Dinastija Chen (kineski: 陈朝 / 陳朝, pinyin: Chén cháo), također poznata i pod nazivom Južna dinastija Chen ili Južni Chen, je bila četvrta od Južnih dinastija Kine koja je postojala od 557. do 589. godine i s čijim je nestankom prestalo razdoblje Južnih i Sjevernih dinastija.  

## Povijest
Godine 557. osnovao ju je Chen Baxian, general u službi dinastije Liang, koji je zbacio njenog posljednjeg cara i sebe proglasio vladarom nove dinastije. Na samom početku je država pod njegovom vlašću bila prilično slaba zahvaljujući dinastijskim ratovima i pobunama koje su u prethodnom desetljeću upropastile nekoć moćnu i stabilnu dinastiju Liang. Tako je general dinastije Liang, Wang Lin, uz podršku države Sjeverni Qi za legitimnog nasljednika dinastije Liang 558. god. proglasio princa Xiao Zhuanga iz dinastije Liang. Tako je Xiao Zhuang postao jedan od tri pretendenta na prijestolje Južne dinastije, uz Chen Baxiana i Xuana od Zapadnog Lianga (koga je podržavao Zapadni Wei). Kada je 560. god. pokušao napasti Chen Baxianovog nećaka i nasljednika cara Wena, Wang Lin je poražen te su on i Xiao Zhuang pobjegli na teritorij Sjevernog Qija. Wang Lin je poslije toga služio kao general države Sjeverni Qi i 573. god. su ga porazile i pogubila vojska dinastije Chen pod generalom Wu Mingcheom.
Wuovi nasljednici, njegov sin car Wen i mlađi brat car Xuan, su se pokazali sposobnim vladarima, te se država postupno konsolidirala i ojačala, postavši ravnopravnom suparničkim državama Sjeverni Zhou i Sjeverni Qi. Ravnoteža snaga je, međutim, nestala na štetu dinastije Chen kada je godine 577. država Sjeverni Zhou uništila Sjeverni Qi. U tome im je pomogao i car Xuan od Chena koji je poslao generala Wu Mingchea koji je u napadajima na Sjeverni Qi povratio područja južno od rijeke Huai. Tada se vojska Sjevernog Zhoua okrenula na jug protiv dinastije Chen i osvojili su povraćena područja južno od rijeke Huai. Na sreću dinastije Chen, tada je preminuo car Wu od Sjevernog Weija, a njegov general Yang Jian je iskoristio situaciju kako bi zgrabio prijestolje i osnovao novu sjevernu dinastiju Sui.
Situaciju je pogoršao dolazak nesposobnog Chen Shubaoa na prijestolje Chena, zbog čega je 588. godine teritorij države Chen napao Car Wen od Suija. On je prihvatio savjet svog generala Gao Jionga da sačekaju vrijeme žetve i tada potpuno popale njihova polja. Potom je car Wen poslao svog sina, Yang Guanga (koji će kasnije postati Car Yang od Suija) da potpuno uništi dinastiju Chen. Bezobzirni Chen Shubao se oslonio na prirodnu barijeru rijeke Jangce i nastavio je sa svojim razuzdanim zabavama. Sljedeće godine vojska dinastije Sui je osvojila njegovu prijestolnicu Jiankang, pri čemu se Chen Shubao neuspješno pokušao skriti sa svojom najdražom konkubinom, Zhang Lihua. Tako je Dinastija Sui, nakon skoro tri stoljeća, uspjela ponovno ujediniti Kinu.

## Vladari dinastije Chen
| Postumno ime ( Shi Hao 諡號)                  | Prezime i ime                     | Razdoblje vladavine | Prijestolno ime (Nian Hao 年號) i odgovarajuće godine trajanja        |
| --------------------------------------------- | --------------------------------- | ------------------- | --------------------------------------------------------------------- |
| Konvencionalno: Chen (prezime) + postumno ime |                                   |                     |                                                                       |
| Car Wu od Chena - Wu Di (武帝 wǔ dì)          | Chen Baxian (陳霸先 chén bà xiān) | 557. – 559.         | Yongding (永定 yǒng dìng) 557. – 559.                                 |
| Car Wen od Chena - Wen Di (文帝 wén dì)       | Chen Qian (陳蒨 chén qiàn)        | 559. – 566.         | Tianjia (天嘉 tiān jiā) 560. – 566. Tiankang (天康 tiān kāng) 566.    |
| Car Fei od Chena - Fei Di (廢帝 fèi dì)       | Chen Bozong (陳伯宗 chén bó zōng) | 566. – 568.         | Guangda (光大 guāng dà) 566. – 568.                                   |
| Carr Xuan od Chena - Xuan Di (宣帝 xuān dì)   | Chen Xu (陳頊 chén xū)            | 569. – 582.         | Taijian (太建 tài jiàn) 569. – 582.                                   |
| Houzhu (後主 hòu zhǔ)                         | Chen Shubao (陳叔寶 chén shú bǎo) | 583. – 589.         | Zhide (至德 zhì dé) 583. – 586. Zhenming (禎明 zhēn míng) 587. – 589. |

## Vanjske poveznice
- History of China:  A good collection of information on Chinese history  Arhivirana inačica izvorne stranice od 22. travnja 2017. (Wayback Machine) (engl.)